# Beachsoccer-Asienmeisterschaft
Die Beachsoccer-Asienmeisterschaft (engl.: AFC Beach Soccer Championship) ist die kontinentale Beachsoccermeisterschaft Asiens. Der Wettbewerb wird seit 2006 vom asiatischen Fußballverband Asian Football Confederation (AFC) organisiert. Die Meisterschaft fand zuletzt im Zwei-Jahres-Rhythmus statt und dient gleichzeitig als Qualifikationsturnier für die Beachsoccer-Weltmeisterschaft.

## Die Turniere im Überblick
| 2006 Details | Dubai (VA Emirate)          | Bahrain    | 5:3           | Japan      | Iran       | 6:4           | China      |
| 2007 Details | Dubai (VA Emirate)          | VA Emirate | 4:3           | Japan      | Iran       | 6:0           | Bahrain    |
| 2008 Details | Dubai (VA Emirate)          | VA Emirate | 4:3           | Japan      | Iran       | 4:1           | China      |
| 2009 Details | Dubai (VA Emirate)          | Japan      | 4:2           | Bahrain    | Oman       | 1:1 2:1 i. E. | Iran       |
| 2011 Details | Maskat (Oman)               | Japan      | 2:1           | Oman       | Iran       | 6:2           | VA Emirate |
| 2013 Details | Doha (Katar)                | Iran       | 6:6 5:4 i. E. | Japan      | VA Emirate | 3:2           | Australien |
| 2015 Details | Doha (Katar)                | Oman       | 1:1 3:2 i. E. | Japan      | Iran       | 8:3           | Libanon    |
| 2017 Details | Kuala Terengganu (Malaysia) | Iran       | 7:2           | VA Emirate | Japan      | 6:3           | Libanon    |
| 2019 Details | Pattaya (Thailand)          | Japan      | 2:2 3:1 i. E. | VA Emirate | Oman       | 2:2 2:1 i. E. | Palästina  |
| 2023 Details | Pattaya (Thailand)          | Iran       | 6:0           | Japan      | Oman       | 4:2           | VA Emirate |

### Rangliste
| Rang | Land       | Titel | Jahr(e)          | 2. Platz | 3. Platz | 4. Platz |
| ---- | ---------- | ----- | ---------------- | -------- | -------- | -------- |
| 1    | Japan      | 3     | 2009, 2011, 2019 | 6        | 1        |          |
| 2    | Iran       | 3     | 2013, 2017, 2023 |          | 5        | 1        |
| 3    | VA Emirate | 2     | 2007, 2008       | 2        | 1        | 2        |
| 4    | Oman       | 1     | 2015             | 1        | 3        |          |
| 5    | Bahrain    | 1     | 2006             | 1        |          | 1        |
| 6    | China      |       |                  |          |          | 2        |
|      | Libanon    |       |                  |          |          | 2        |
| 8    | Australien |       |                  |          |          | 1        |
|      | Palästina  |       |                  |          |          | 1        |